# Муавия ибн Абу Суфьян
Абу́ ‘Абдуррахма́н Му‘а́вия ибн Абу́ Суфья́н аль-Ума́ви аль-Кураши́ (араб. أبو عبد الرحمن معاوية بن أبي سفيان الأموي القرشي‎; 593, 603 или 605, Мекка, Хиджаз — 6 мая 680, Дамаск, Омейядский халифат) — шестой халиф Арабского халифата и первый халиф Омейядского халифата c 661 до 680 года. Сын Абу Суфьяна ибн Харба и Хинда бинт Утбы, представителя дома Омейядов из племени курайшитов.
В годы первых праведных халифов Муавия занимал должность наместника Билад аш-Шам, осуществлял неоднократные нападения на земли Византии, в том числе завоевал принадлежащую ей Армению. Заручившись поддержкой местных племён, он стал одним из самых могущественных вассалов халифата. После убийства в 656 году третьего праведного халифа Усмана, Муавия возглавил оппозицию его преемнику Али и развязал первую в истории халифата гражданскую войну, закончившуюся со смертью Али от рук Абдуррахмана ибн Мулджама.

## Происхождение

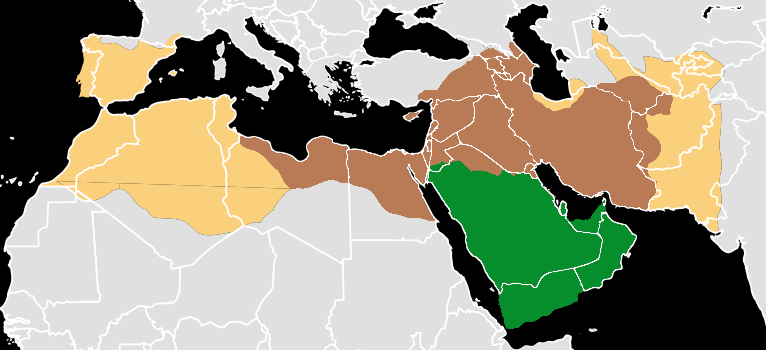
Карта роста Арабского халифата на разных этапах. К моменту смерти Мухаммеда в 632 году ислам распространился по всей Аравии (выделена зелёным цветом)

## Первая фитна

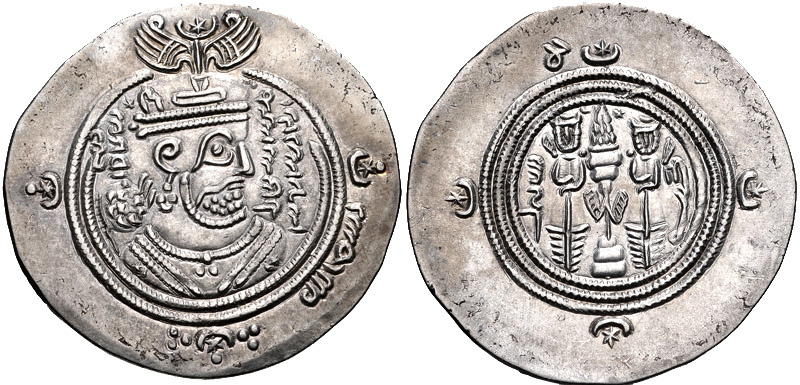
Арабо-Сасанидская монета с изображением Муавии I

### Сиффинская битва

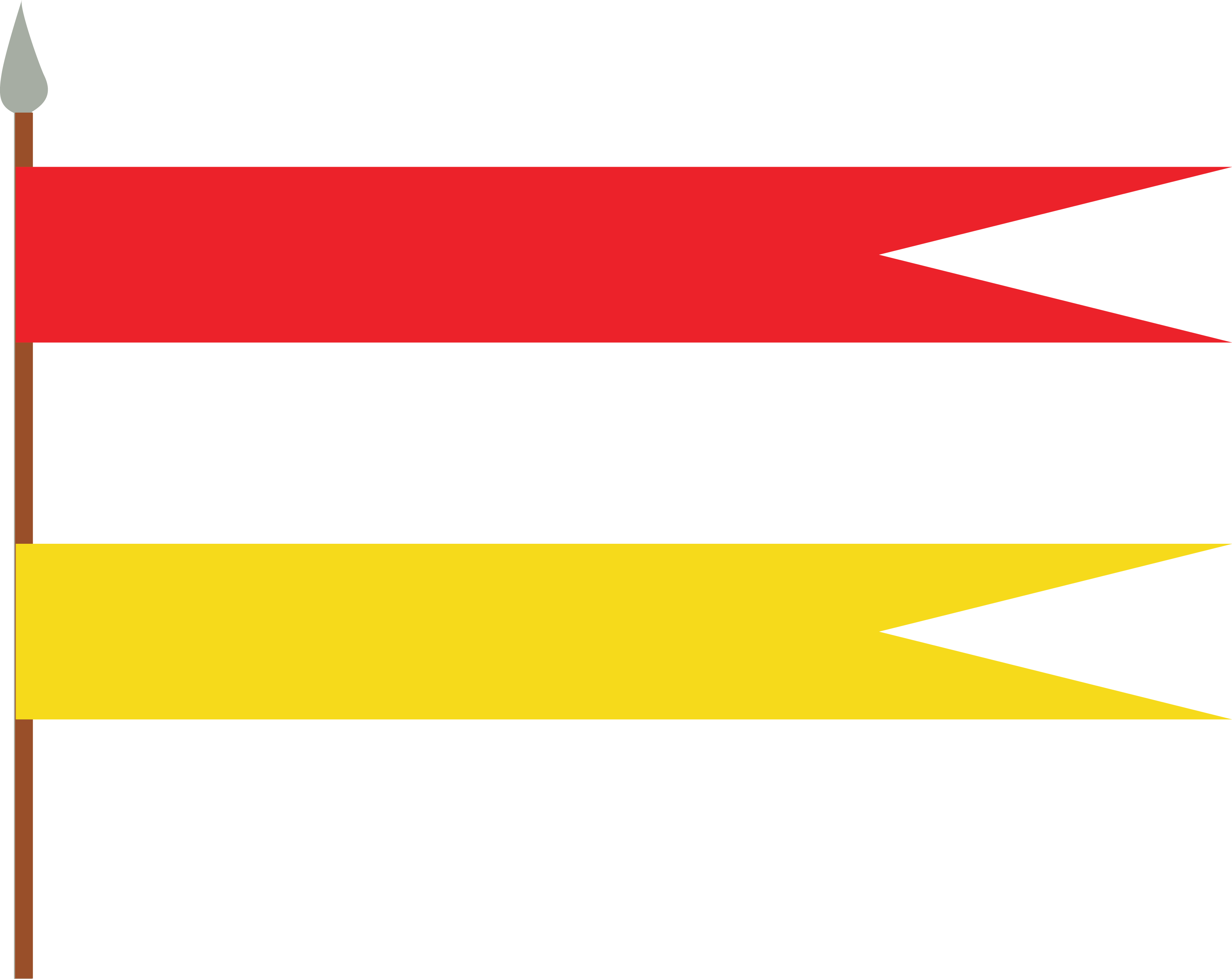
Штандарт Муавии в Сиффинской битве